# Gynoplistia dactylophora
Gynoplistia dactylophora är en tvåvingeart som beskrevs av Alexander 1926. Gynoplistia dactylophora ingår i släktet Gynoplistia och familjen småharkrankar. Inga underarter finns listade i Catalogue of Life.